# Peter Ritchie Calder
Peter Ritchie Ritchie-Calder, Barão Ritchie-Calder (Forfar, Angus, 1 de julho de 1906 — Edimburgo, 31 de janeiro de 1982) foi um escritor, jornalista e acadêmico escocês.
Calder trabalhou como jornalista em Dundee e Glasgow, onde foi assinalado como um socialista e pacifista.
Após mudar-se para Londres, antes da II Guerra Mundial, aceitou o cargo de Diretor de Planos e Campanhas no Political Warfare Executive, sucursal do Governo, que foi responsável pelos esforços na guerra propagandística. Escreveu cartazes, folhetos e discursos de líderes aliados. Foi membro do 1941 Committee, um grupo de políticos liberais, escritores e outras pessoas de influência no Reino Unido. Em 1941 se tornou popular com seu livro Carry On London, que descreve os efeitos do bombardeio alemão em Londres, Coventry e outras cidades da Grã-Bretanha.

## Obras
- Carry On London (1941)
- Living with the Atom
- Born of the Wilderness
- Men Against the Jungle
- Men Against the Desert
- Medicine and Men
- Profile in Science
- Man and the Cosmos
- After the Seventh Day
- The Future of a Troubled World
- The Hand of Life
- Science in our Lives
- The Wonderful World of Medicine
- Leonardo
- The Inheritors: The Story of Man and the World he Made
- The Pollution of the Mediterranean Sea
- Science and Socialism
- West Meets East
- Dawn Over Asia
- The Birth of the Future
- Man and His Environment
- Hurtling Toward 2000 A.D.
- A Home Called Earth
- Science in Israel